# Cynopterus
Cynopterus és un gènere de ratpenats de la família dels pteropòdids.

## Llista d'espècies
- Ratpenat frugívor de nas curt petit (C. brachyotis)
- Ratpenat frugívor de Horsfield (C. horsfieldii)
- Ratpenat frugívor de Peters (C. luzoniensis)
- Ratpenat frugívor menut (C. minutus)
- Ratpenat frugívor de nas curt de Nusatenggara (C. nusatenggara)
- Ratpenat frugívor de nas curt gros (C. sphinx)
- Ratpenat frugívor de l'illa Krakatoa (C. titthaecheilus)